# If Books Could Kill
If Books Could Kill es un pódcast presentado por Michael Hobbes y Peter Shamshiri sobre libros populares de no ficción sobre ideas en la cultura y la política estadounidenses. Se basa en la crítica de los libros de no ficción más vendidos de finales del siglo XX y principios del XXI. Los libros presentados en el pódcast incluyen Freakonomics de Steven D. Levitt y Stephen J. Dubner, Outliers de Malcolm Gladwell y El fin de la historia y el último hombre de Francis Fukuyama. Lanzado el 2 de noviembre de 2022, el pódcast ha recibido críticas muy positivas por parte de críticos.

## Resumen
El programa se enfoca en «libros de aeropuerto», libros populares de no ficción a menudo comercializados como ciencia pop o pensamiento inteligente que se pueden encontrar en las librerías de los aeropuertos, que Hobbes describe como «los eventos de superdifusión de la estupidez estadounidense». Cada episodio está dedicado a la discusión de un solo libro, junto con la influencia cultural más amplia del libro. Los anfitriones se enfocan en argumentos erróneos, usos deficientes de los datos, errores fácticos y la extracción de conclusiones poco sólidas o generalizaciones excesivas. A menudo toman un tono cómico y se burlan de los libros y sus autores.
El podcast también presenta una serie de episodios adicionales, disponibles para los suscriptores de Patreon.

## Recepción
If Books Could Kill fue catalogado por Vulture como uno de los mejores podcasts de 2023, descrito por el sitio web como «una expresión completamente moderna de historia intelectual y crítica». Jessie Gaynor elogió el pódcast en una reseña en Literary Hub. Fiona McCann en The Irish Times describió el pódcast como «hombres estadounidenses inteligentes, intelectualmente comprometidos y de tendencia izquierdista que se entregan a derribos deliciosamente maliciosos de libros de 'grandes ideas' populares y problemáticos» en una reseña positiva, comentando que «el izquierdista promedio va a disfrutar de lo lindo, incluso cuando se enfrentan a su propia credulidad». En The Times, James Marriott le dio al pódcast una reseña de 4/5 estrellas, describiendo el programa como satisfactorio pero comentando que «después de más de media hora, el tono de los presentadores se vuelve un poco presumido».